# Guerra di Vandea (1832)
La guerra di Vandea del 1832 (detta anche insurrezione realista nella Francia occidentale nel 1832 o quinta guerra di Vandea) fu una rivolta civile guidata dai legittimisti lanciata dalla duchessa di Berry con l'intento di rovesciare la monarchia di luglio. L'insurrezione scoppiò in Bretagna, nel Maine, nell'Angiò e nel Poitou e nella Loira inferiore nonché in alcune zone della Vandea da cui prese il nome. Fallì rapidamente a causa della scarsa mobilitazione popolare.

## Preludio

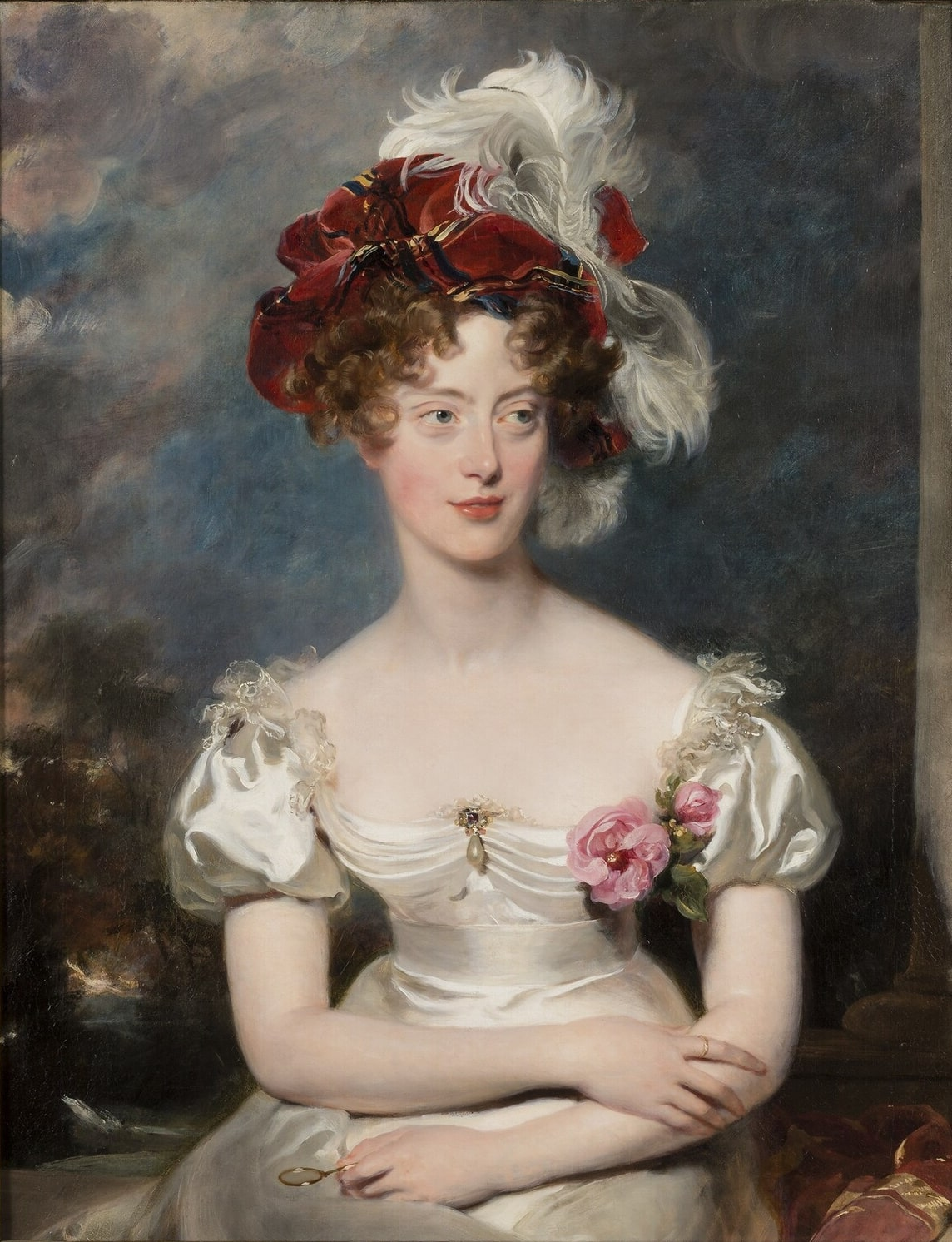
Carolina di Borbone-Due Sicilie, duchessa di Berry, in un ritratto di Thomas Lawrence del 1825

Dopo aver dovuto abdicare nell'agosto del 1830, Carlo X di Francia trovò asilo in Scozia, presso il Palazzo di Holyrood, ospite di re Giorgio III del Regno Unito. Il vecchio sovrano aveva rinunciato al titolo, ma non al ruolo di capo della propria casata, e in tale veste aveva subordinato la propria abdicazione alla creazione di una reggenza durante la minore età del nipote, il giovane duca di Bordeaux, che i legittimisti chiameranno "Enrico V".
La madre del duca di Bordeaux, la duchessa di Berry, riteneva che la reggenza le spettasse di diritto. Consigliata da alcuni amici come il maresciallo de Bourmont e Amedeo Pérusse, duca di Cars, credeva fermamente che la restaurazione borbonica potesse avvenire solo attraverso una rivolta popolare. Nonostante la riluttanza di Carlo X e le manovre del suo rappresentante, il duca di Blacas, venne organizzata a partire dal 1831 una spedizione in Provenza e Vandea.
Nel giugno 1831, la duchessa lasciò l'Inghilterra, seguita da vicino dagli agenti segreti di Luigi Filippo; si portò poi nei Paesi Bassi, risalì il Reno sino al Tirolo e giunse a Genova, dove ricevette, ma solo privatamente, l'appoggio del re di Sardegna, Carlo Alberto di Savoia.
In una penisola italiana posta sotto la favorevole influenza austriaca, ma soggetta anche alle pressioni esterne del governo di Luigi Filippo in Francia, compì diversi soggiorni dapprima a Roma e poi Napoli, presso la corte del fratello re Ferdinando II delle Due Sicilie, anch'egli nipote della regina Maria Amelia.
Dall'agosto 1831 trovò finalmente asilo nel palazzo ducale di Massa dove ottenne l'appoggio del duca Francesco IV di Modena, unico sovrano italiano che si era esplicitamente rifiutato di riconoscere la monarchia di luglio. L'inverno 1831-1832 fu dedicato all'organizzazione della rivolta.
Nelle prime settimane del 1832, venne istituito un comitato a L'Aia, incaricato di negoziare il sostegno di re Guglielmo I dei Paesi Bassi, contrario alla politica che Luigi Filippo stava attuando in Belgio.
Questo comitato era composto tra gli altri dal finanziere Gabriel Julien Ouvrard, dal genero di quest'ultimo, il generale de Rochechouart, da Auguste de La Rochejacquelein e dalla contessa di Cayla, Zoé Talon.

## Il primo tentativo in Provenza
Il 24 aprile 1832, dal porto di Viareggio, la duchessa di Berry si imbarcò col maresciallo de Bourmont, uno dei suoi figli, e un gruppo di sostenitori fra cui il duca di Almazan, Florian de Kergorlay e Louis de Kergorlay, e fece rotta con un piroscafo battente bandiera sarda, il "Carlo Alberto", verso un'insenatura nei pressi di Marsiglia dove sbarcò la notte tra il 28 ed il 29 aprile.
L'intento era quello di prendere il controllo di Marsiglia, ma l'operazione fallì per mancanza di sostenitori; anziché annullare l'operazione, la duchessa decise di spostarsi direttamente in Vandea dove giunse il 16 maggio successivo.

## Il secondo tentativo in Vandea

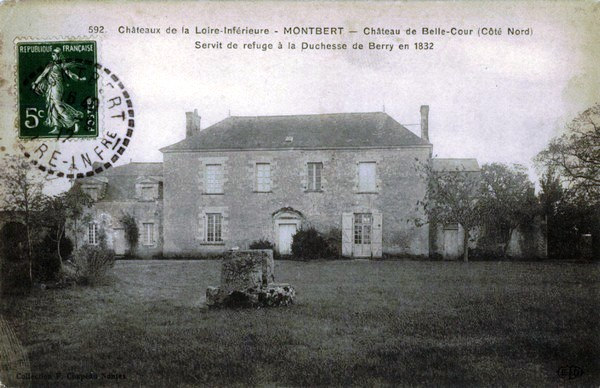
Il maniero di Bellecour.

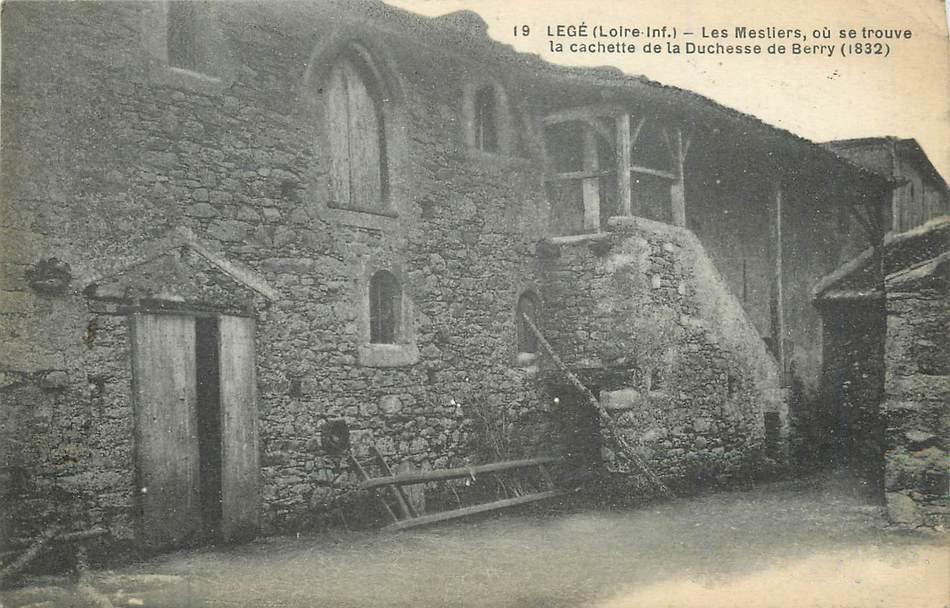
La fattoria di Mesliers.

La duchessa di Berry si spostò  a Nantes e poi giunse al castello de la Preuille presso Saint-Hilaire-de-Loulay, si fermò al castello di Mortier (ora scomparso), poi attraversò il fiume e soggiornò una notte nella frazione di Écomard (Remouillé). Trovò sostenitori legittimisti nella frazione di La Fételière appartenenti al gruppo di Benjamin de Goyon,  poi si spostò a Montbert passando lì le notti dal 18 al 21 maggio 1832, presso il maniero di Bellecour. Tra il 21 ed il 26 maggio, soggiornò nell'antica fattoria di Mesliers, comune di Legé, ospite di Alexandre de La Roche Saint-André.

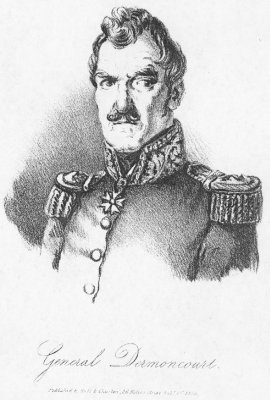
Il generale Paul Ferdinand Stanislas Dermoncourt.

I primi raduni di rivoltosi avvennero nei bocages circostanti dal 23 maggio.
Nell'aprile del 1832, il governo aveva inviato il generale Dermoncourt nell'Alta Bretagna per porre fine alle agitazioni che aveva lasciato crescere fino a quel momento. Appena giunto a Nantes, il generale venne a sapere che si stava organizzando una grande cospirazione e che presto sarebbe scoppiata; si rese conto della presenza in loco di un capo che intuì poter essere solo la duchessa di Berry. Dermoncourt decise di informare il governo, ma re Luigi Filippo non ne fu preoccupato, certo della vittoria finale e considerando quell'insurrezione una scaramuccia di provincia.
Da parte dei legittimisti, del resto, mancava l'unanimità sulle decisioni da prendere dal momento che dodici divisioni di fanteria erano intenzionate a ricomporre il vecchio esercito monarchico, ma sette si schierarono contro un'insurrezione aperta perché  mancavano i cannoni e le munizioni necessarie. Come scrisse poi de Coislin, la duchessa avviò l'insurrezione senza aver avuto l'assistenza sicura di potenze straniere, cosa che avrebbe portato alla completa disfatta dell'insurrezione e del partito monarchico francese.
La duchessa di Berry insistette ed ordinò a tutti di tenersi pronti per il 24 maggio quando avrebbero dovuto partire le operazioni dell'insurrezione. Comandante in capo venne nominato il maresciallo Bourmont, che però  si era ormai convinto che un'insurrezione come era stata organizzata era una causa disperata, e questo creò ulteriore indecisione nel gruppo. La Duchessa, nonostante i pareri contrari, decise comunque di agire e, d'accordo con Bourmont, agì la notte tra il 3 ed il 4 giugno.

## L'insurrezione

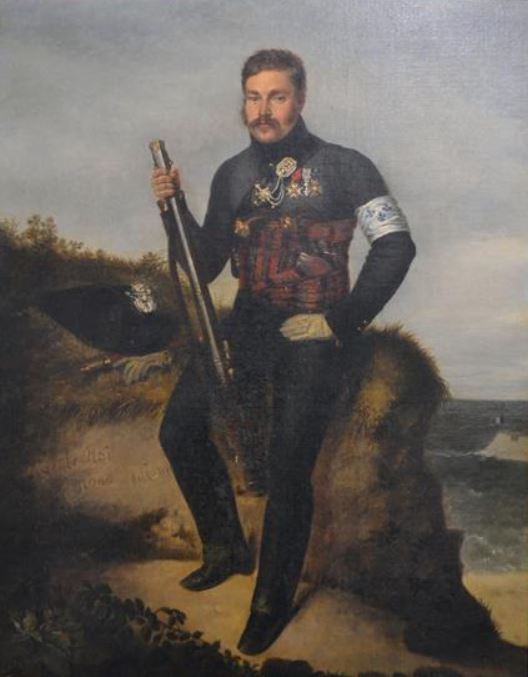
Ritratto di un ufficiale realista impegnato nella guerra di Vandea del 1832

La rivolta, inizialmente decisa per il 24 maggio, si avviò effettivamente solo nella notte tra il 3 ed il 4 giugno 1832. Però il contrordine, firmato da Bourmont, non raggiunse le divisioni che si trovavano a nord della Loira e di conseguenza i primi combattimenti scoppiarono in Bretagna e nel Maine il 26 maggio quando a Mayenne, delle truppe guidate dal generale Clouet, vennero attaccate e poi messe in fuga presso il castello di Chanay, a Grez-en-Bouère. A Ille-et-Vilaine, il 30 maggio, 800 insorti al comando di Courson de La Villevallio e Carfort furono messi in rotta nelle lande di Toucheneau, vicino a Vitré, dove lasciarono una quarantina di morti.
Il governo inviò nel contempo nuove truppe ed effettuò una serie di perquisizioni in alcuni castelli dell'area. Il 27 maggio Jacques-Joseph de Cathelineau, comandante del 1º corpo d'armata dell'Angiò, fu sorpreso e fucilato nel castello di La Chaperonnière, tra Jallais e Beaupréau. Il 30 maggio, tre colonne guidate dal generale Dermoncourt invasero il castello della Charlière, presso La Chapelle-sur-Erdre, e trovarono, nascoste all'interno di tre bottiglie nel parco, i progetti della rivolta, l'ordine di imbracciare le armi, i piani e il progetto dei movimenti dei rivoltosi. Il 3 giugno la Loira inferiore, la Vandea e il Maine vennero dichiarati in stato di assedio.
Nonostante le dimissioni di diversi ufficiali e le suppliche di Berryer alla duchessa, dal momento che questi credeva che una rivolta sarebbe stata senza speranza di successo e avrebbe "versato inutilmente sangue francese", la duchessa di Berry rimase inflessibile e si rifiutò di lasciare la Francia. Lasciò però la fattoria Mesliers, vicino a Legé, e si spostò nella fattoria Brosse, presso Montbert. Nella notte tra il 3 ed il 4 giugno scoppiò l'insurrezione al suono delle campane.

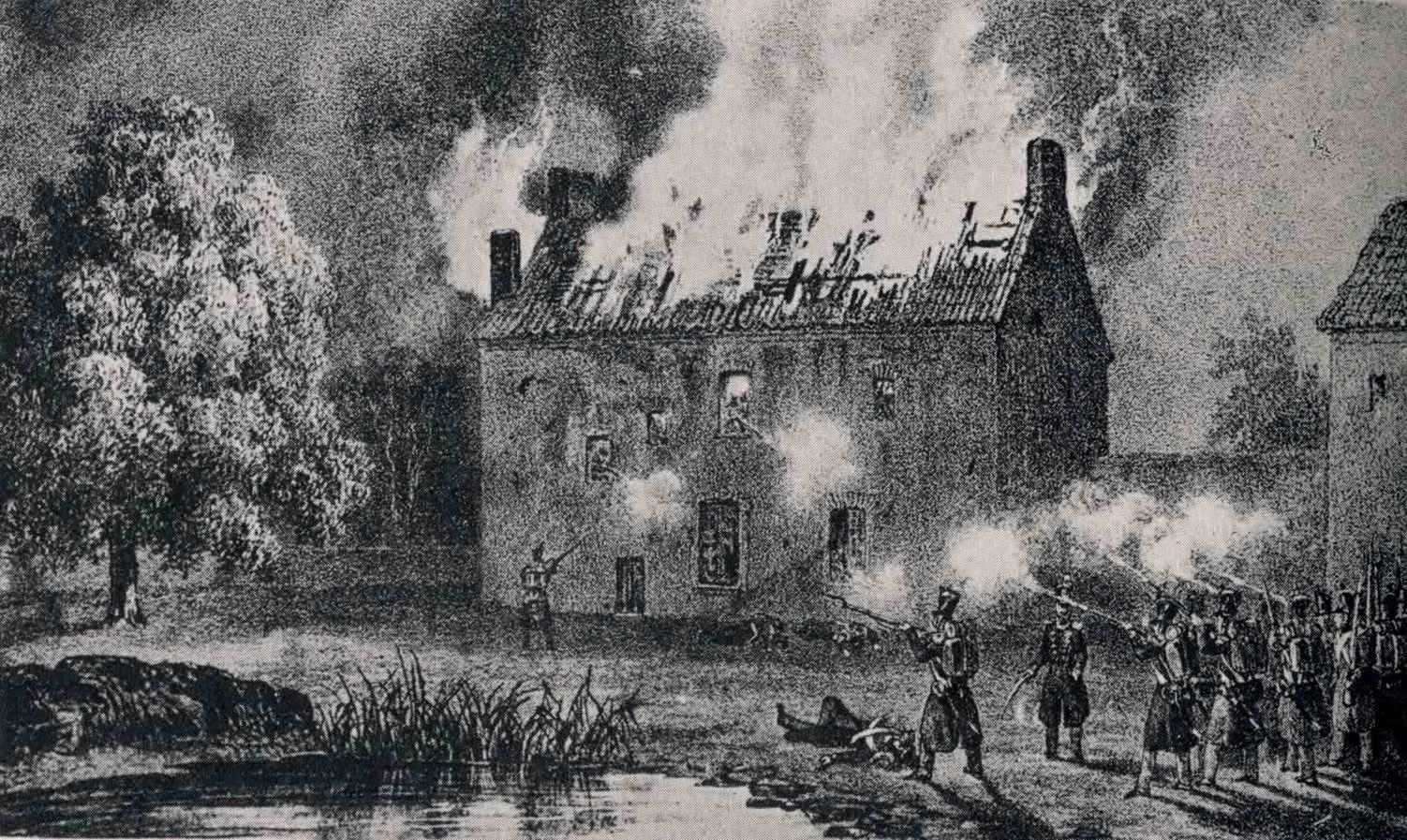
Il combattimento della Penissière.

Nella Loira inferiore, circa 350 contadini nei dintorni di Vallet e Loroux si radunarono a Maisdon-sur-Sèvre agli ordini di François-Xavier Le Chauff de la Blanchetière, ma vennero attaccati e messi in rotta il 5 giugno dalla guarnigione di Clisson. Charette radunò diverse centinaia di uomini dal Pays de Retz, ma venne informato della disfatta delle forze radunate a Maisdon, con le quali avrebbe dovuto unire le sue forze, e quindi venne a sua volta catturato il 6 giugno presso il villaggio di Le Chêne, presso Vieillevigne. Dopo aver perso quasi quaranta uomini, Charette sciolse le sue truppe ed abbandonò il progetto. In quello stesso giorno, una piccola banda di una cinquantina di vandeani si trovò assediata al maniero di Penissière, presso La Bernardière, tra Clisson e Montaigu. Gli insorti resistettero un giorno intero prima di riuscire a fuggire con la complicità della notte.

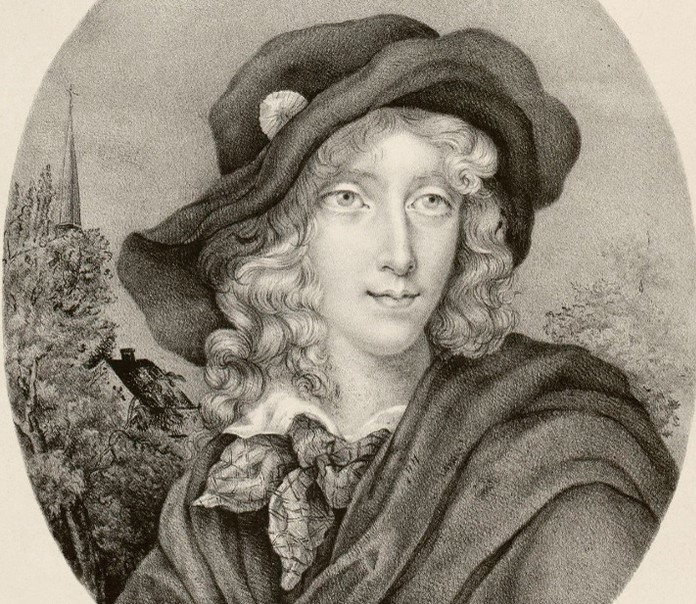
La duchessa di Berry nelle vesti di Petit-Pierre, personaggio tipico della lotta armata vandeana. Litografia del XIX secolo.

Nel territorio della Loira inferiore, l'insurrezione si limitò essenzialmente ai paesi di Carquefou, Couffé e Sucé-sur-Erdre. Una colonna di 700 insorti comandati da La Serrie catturò Varades, mentre altri 800 rivoltosi guidati da La Roche-Macé e Landemont entrarono a Riaillé, dove ottennero una piccola vittoria il 6 giugno contro un distaccamento orleanista che si era diretto sul posto per attaccarli. Questi piccoli successi, tuttavia, furono seguiti attenzione del generale Dermoncourt, che spostò in quelle zone gran parte delle forze a sua disposizione nella regione. I capi degli insorti a quel punto rinunciarono a proseguire la lotta e le loro truppe si dispersero.
Il dipartimento della Vandea rimase praticamente neutrale rispetto agli scontri, dal momento che l'insurrezione interessò solo alcune parrocchie sulle rive della Sèvre, tra Clisson e Mortagne-sur-Sèvre. Jean-Félix Clabat du Chillou radunò una piccola truppa di 220 uomini e marciò su Saint-Aubin-des-Ormeaux dove, il 7 giugno, respinse l'attacco di una colonna in partenza da Cholet. Anche questo successo fu di breve durata dato che du Chillou disperse ben presto le proprie truppe di fronte alle forze nemiche.
Nel Mauges, gli insorti dell'area di Chemillé si sciolsero dopo una scaramuccia il 4 giugno a Pin-en-Mauges. A Candé, vicino al villaggio di La Gachetière, il maresciallo Louis de Bourmont combatté una battaglia il 9 giugno con solo 36 combattenti a sua disposizione. Questo fu l'unico scontro sul territorio dell'Angiò a nord della Loira.
L'insurrezione venne quindi dichiarata conclusa. La duchessa di Berry viaggiò clandestinamente attraverso la campagna intorno a Rocheservière e Legé con un piccolo gruppo di seguaci, tra cui Hyacinthe Hervouët de La Robrie, Charette, Eulalie de Kersabiec, François Simailleau e Pierre Sorin. Alla fine, il 9 giugno, accompagnata solo da Eulalie de Kersabiec, entrambe vestite in abiti contadini, la duchessa di Berry riuscì ad entrare nella città di Nantes.

## L'arresto della duchessa di Berry

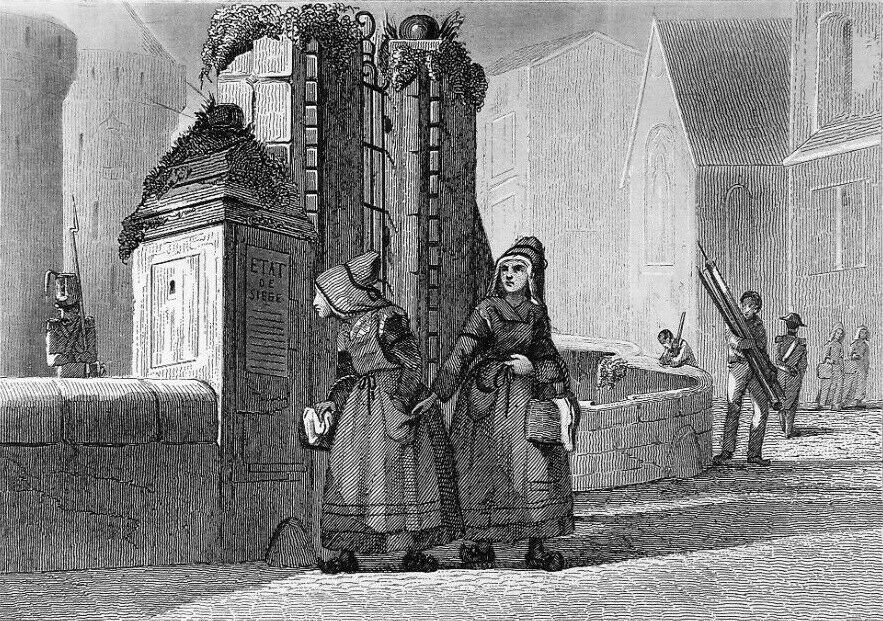
L'entrata della duchessa di Berry a Nantes nel 1832, travestita da contadina. Incisione di anonimo del XIX secolo.

La duchessa di Berry entrò a Nantes travestita da contadina e vi trovò asilo segreto in una casa da dove manteneva la corrispondenza con le corti europee.
Adolphe Thiers sostituì Montalivet al ministero dell'interno l'11 ottobre 1832 ed il nuovo ministro cercò a tutti i costi un rapido successo che gli garantisse popolarità, possibilmente prima dell'apertura della sessione parlamentare il 19 novembre successivo. Thiers prese quindi contatti col figlio di un rabbino che si era convertito al cattolicesimo e riuscì ad introdurre nell'ambiente della duchessa di Berry Simon Deutz, che già aveva servito sotto Montalivet. Thiers lo mandò a Nantes, accompagnato da un poliziotto di nome Joly, e preceduto da un nuovo prefetto, Maurice Duval. Per giustificare la sua presenza, Deutz giocò la finta carta del patriottismo, essendo la duchessa in contatto con Guglielmo I dei Paesi Bassi ed intendendo incoraggiarlo ad attaccare l'esercito francese in Belgio per creare una situazione di disordine più favorevole ad un'insurrezione in Vandea. Deutz incontrò la duchessa una prima volta il 31 ottobre e una seconda e ultima volta il 6 novembre, col pretesto di gravi comunicazioni che, nell'emozione che aveva provato durante il colloquio del 31, si era dimenticato di farle. 

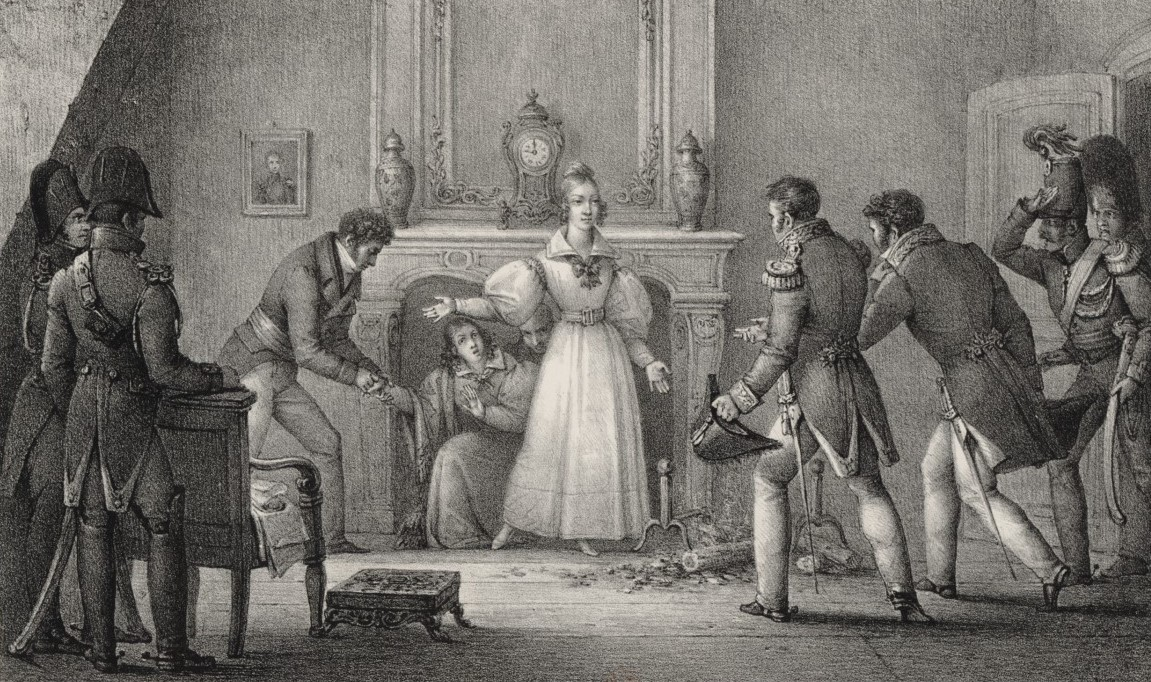
L'arresto della duchessa di Berry a Nantes il 7 novembre 1832. Litografia di Jean Henry Marlet del XIX secolo.

Il 6 novembre, uscendo dalla casa duchessa, consegnò l'indirizzo dell'abitazione al prefetto dietro compenso di una cospicua somma di denaro. La casa venne subito occupata dalla polizia, perquisita e, dopo sedici ore di perquisizione, la duchessa uscì dal suo nascondiglio, dove le era impossibile trattenersi oltre, e chiese di consegnarsi al generale Demencour. La duchessa di Berry venne fatta prigioniera dal 7 novembre 1832 a Nantes. Due giorni dopo, mentre il generale si recava al castello della Chaslière per arrestare anche il maresciallo Bourmont, che si riteneva trovarsi lì , la duchessa venne imbarcata alla volta della fortezza di Blaye dove fu poi imprigionata.

## Conseguenze
Con l'arresto della duchessa di Berry, Thiers raggiunse l'obbiettivo di far crescere significativamente la sua reputazione, ottenendo il plauso del re e del governo per la riuscita dell'operazione. La duchessa di Berry però risultava essere una prigioniera scomoda; come dichiarò Luigi Filippo a Guizot: "I principi sono tanto scomodi in prigione quanto in libertà: [...] la loro prigionia tiene alta più passione tra i loro partigiani di quanto la loro presenza susciterebbe. Inoltre, la duchessa di Berry è una nipote della regina Maria Amelia".
Luigi Filippo ordinò per la duchessa l'espulsione dalla Francia applicando una recente legge approvata il 10 aprile 1832, condannando all'esilio perpetuo anche tutti i membri della famiglia di Carlo X. La  situazione appariva molto complessa: se Luigi Filippo avesse assolto i congiurati sarebbe risultato un usurpatore (avrebbe ammesso l'illegittimità della sua successione), se li avesse condannati sarebbe parso un carnefice, se li avesse graziati sarebbe risultato un codardo.
Per prendere tempo, il governo  restrinse la principessa nella cittadella di Blaye, all'estuario della Gironda, sotto la vigilanza del generale Bugeaud.
A gennaio del 1833 la duchessa di Berry si riteneva fosse incinta. Il 29 febbraio, Le Moniteur pubblicò un comunicato della duchessa datato al giorno 22, nel quale affermava di essersi sposata segretamente durante il suo soggiorno in Italia. Il 10 maggio 1833, la duchessa partorì una figlia, che a tutti gli effetti venne riconosciuta come figlia del marito segreto, il conte Lucchesi-Palli, secondogenito del principe di Campofranco, viceré di Sicilia, che il pubblico francese non tardò a chiamare ironicamente "San Giuseppe" per il suo ruolo di "padre putativo".
Ormai completamente screditata agli occhi dell'opinione pubblica, e così pure il suo progetto di restaurazione, la duchessa venne imbarcata sull'"Agathe" e condotta a Palermo.